# Thomas Middleton
Thomas Middleton (Londres, 18 d'abril de 1580 - Newington Butts, juliol de 1627) fou un dramaturg anglès de teatre renaixentista.

## Biografia
Va néixer segurament a Londres (Anglaterra). Va rebre educació al Queen's College d'Oxford, on va estudiar dret, i fou admès al Gray's Inn el 1593. Publicà tres volums de versos el 1600, i començà a escriure teatre el 1602, segons recull el Diari de Henslowe: Blurt Master Constable (1602) fou impresa. Escriptor prolífic, va estar a la quadrilla dels Nois de San Pau i Els homes de l'Almirall. Algunes obres d'aleshores (entre el 1602 i el 1607) són Un món boig, My Masters, A Trick to Catch the Old One i Michaelmas Term. Va col·laborar amb Thomas Dekker en les comèdies de The Honest Whore (1604), La família de l'amor (1603-1607) i The Roaring Girl (1610). La seva obra mestra és A Chaste Maid in Cheapside (1611), que ofereix una panoràmica extensa d'un Londres ple de corrupció en totes les capes socials. Aquestes comèdies expressen els vicis burgesos del Londres de l'època en un to satíric. Des del 1613 va servir al Lord Mayor i fou cronista oficial des del 1620 fins a la seva mort. Va seguir escrivint per al teatre col·laborant amb Rowley: A Fair Quarrel, The World Tossed at Tennis i la seva gran tragicomèdia The Changeling (1622). Una de les seves últimes obres fou Women Bewore Women.
L'obra de Middleton es caracteritza per un profund cinisme sobre la naturalesa humana i una gran vis còmica, els vertaders herois són força estranys en el seu teatre: la majoria són egoistes, pagats de si mateixos i ambiciosos. Fou un convençut calvinista i plasma en el seu teatre aquesta visió del món.

## Obres

### Com a autor únic
- Blurt Master Constable (1602)
- The Phoenix (1603-1604)
- A Trick to Catch the Old One (1605)
- El purità (1606)
- Your Five Gallants (1607)
- The Second Maiden's Tragedy (1611)
- No Wit, No Help like a Woman's (1611)
- La bruixa (1613)
- Hengist, King of Kent (1619-1620)
- The Sun in Aries: A Pageant (1621)

### En col·laboració
- The Honest Whore, Part I (1604) amb Thomas Dekker
- The Roaring Girl (1610) amb Thomas Dekker
- La família de l'amor (1603-1607) amb Thomas Dekker
- A Fair Quarrel (1615-1617) amb William Rowley
- La vella llei (1618) amb William Rowley i Massinger
- The Changeling (1622) amb William Rowley
- Res per a una vida tranquil·la (1621) amb John Webster
- Timó d'Atenes amb William Shakespeare